# 도희야
《도희야》는 2014년에 개봉한 대한민국의 영화이다.
정주리 감독의 장편 데뷔 작품으로 2015년 백상예술대상 영화부문 신인감독상을 수상했다.
2014년 67회 칸 영화제 경쟁 부문 주목할 만한 시선에 초청되었고 신인 감독상에 해당하는 황금카메라상 후보에 올랐다.
배두나는 출연료를 받지 않고 영화에 출연했다.

## 캐스팅

### 주연
- 김새론 : 선도희 역
- 배두나 : 이영남 역
- 송새벽 : 선용하 역

### 조연
- 김진구: 점순 역
- 나종민: 김 순경 역
- 공명: 권 의경 역
- 김종구: 최 사장 역
- 박진우: 형사계장 역
- 손종학: 엄 반장 역
- 서광재: 동네 남자 1 역
- 이정은: 동네 여자 1 역
- 남문철: 식당주인 역

### 특별출연
- 문성근 : 서장 남경대 역
- 장희진 : 은정 역
- 김민재 : 준호 역

## 수상
- 제25회 스톡홀름영화제 최우수 첫 장편상 - 정주리
- 제23회 부일영화상 신인 감독상 - 정주리
- 제35회 청룡영화상 신인 여우상 - 김새론
- 제2회 들꽃영화상 (2015) : 시나리오상 (정주리)
- 제51회 백상예술대상 (2015) : 영화 신인감독상 (정주리)
- 제5회 시네마테크KOFA가 주목한 한국영화 (2015) : 선정작
- 제20회 춘사영화제 (2015) : 여자연기상 (배두나)
- 제35회 황금촬영상 시상식 (2015) : 촬영상-동상 신인감독상 신인여우상 (김새론)
- 제23회 금계백화영화제 (2014) : 국제부문 여우주연상 (배두나)